# Joan IV d'Alvèrnia
Joan IV de la Tour (d'Auvergne) (1467- 28 de març de 1501), nascut Joan de la Tour, fill de Bertran VI de la Tour, II d'Alvèrnia i de Boulogne, i de Lluïsa de La Trémoille, que fou comte d'Alvèrnia de 1497 a la seva mort, comte de Lauraguès, i senyor de La Tour. Va pujar al govern amb 28 anys. El 27 de maig de 1498 fou consagrat cavaller pel rei Lluís XII de França.
Es va casar el 2 de gener de 1495 amb Joana de Borbó-Vendôme (morta el 1511), amb qui va tenir tres filles:
- Anna de la Tour, comtessa d'Alvèrnia.
- Magdalena de la Tour, que es va casar amb Llorenç II de Mèdici, duc d'Urbino.
- Una filla nascuda el 1501, morta jove

Va morir amb 31 anys el 28 de març de 1501. Les seves dues filles el van succeir en comú sota tutela de la mare.